# Maylor Núñez
Maylor Alberto Núñez Flores (ur. 5 lipca 1996 w La Ceiba) – honduraski piłkarz występujący na pozycji prawego obrońcy, reprezentant Hondurasu, od 2019 roku zawodnik Olimpii.